# マチェイ・リブス
マチェイ・リブス（ポーランド語: Maciej Rybus, 1989年8月19日 - ）は、ポーランド・ウォヴィチ出身のサッカー選手。FCロコモティフ・モスクワ所属。ポジションはDF。

## 経歴

### クラブ
2007年にレギア・ワルシャワでプロデビューを果たした。2012年2月13日、ロシアのFCテレク・グロズヌイに270万ユーロで移籍した。2016年6月21日、オリンピック・リヨンに移籍した。2017年7月19日、FCロコモティフ・モスクワに移籍した。

### 代表
ポーランド代表として2009年11月、ルーマニア代表戦で代表デビューを飾った。以降、UEFA EURO 2012、2018 FIFAワールドカップ、UEFA EURO 2020などに出場。しかし、2022年ロシアのウクライナ侵攻を機にロシアから脱出するポーランド代表選手がいる中で、リブスはロシア人の妻を持つことなどを理由にロシアから離れない意向を示していたこともあり、同年6月にポーランド代表から追放されてしまった。

## 代表歴

### 出場大会
- ポーランド代表
  - 2018 FIFAワールドカップ

### 試合数
- 国際Aマッチ 66試合 2得点（2009年-2021年）[2]

| ポーランド代表 | 国際Aマッチ | 国際Aマッチ |
| 年             | 出場        | 得点        |
| -------------- | ----------- | ----------- |
| 2009           | 2           | 1           |
| 2010           | 10          | 0           |
| 2011           | 6           | 0           |
| 2012           | 5           | 0           |
| 2013           | 3           | 1           |
| 2014           | 6           | 0           |
| 2015           | 8           | 0           |
| 2016           | 4           | 0           |
| 2017           | 4           | 0           |
| 2018           | 5           | 0           |
| 2019           | 2           | 0           |
| 2020           | 3           | 0           |
| 2021           | 8           | 0           |
| 通算           | 66          | 2           |

### 得点
| #  | 日時           | 場所             | 対戦相手           | スコア | 最終結果 | 大会     |
| -- | -------------- | ---------------- | ------------------ | ------ | -------- | -------- |
| 1. | 2009年11月18日 | ブィドゴシュチュ | カナダ             | 1–0    | 1–0      | 親善試合 |
| 2. | 2013年6月4日   | クラクフ         | リヒテンシュタイン | 2–0    | 2–0      | 親善試合 |

## タイトル
クラブ
レギア・ワルシャワ
- ポーランド・カップ 2007-2008
- ポーランド・スーパーカップ 2008-2009

ロコモティフ・モスクワ
- ロシアサッカー・プレミアリーグ 2017-18